# مأمور لباس‌شخصی
مأمور لباس‌شخصی (انگلیسی: The Fly Cop) یک فیلم کمدی صامت کوتاه به کارگردانی آروید ئی. گیلستورم است که در سال ۱۹۱۷ منتشر شد. از بازیگران این فیلم می‌توان به اولیور هاردی، بیلی وست، اتلین گیبسون و باد راس اشاره کرد. هیئت سانسور شیکاگو خواستار حذف صحنه‌هایی شد که در آن‌ها مردی پای مصنوعی دختری را می‌کشد و دختری که در حین راه رفتن روی زمین خیس، دامن خود را تا بالای زانو بالا می‌کشد.